# Função de Cobb-Douglas
A Função de Cobb-Douglas é uma função amplamente utilizada em economia para representar a relação entre dois (ou mais) factores de produção e o produto. Baseia-se numa equação desenvolvida pelo economista sueco Knut Wicksell e foi testada com os dados da construção naval pelo economista Paul Douglas, baseado em sugestões do matemático Charles Cobb.
Sua fórmula geral é
{\displaystyle F\left(x_{1},x_{2},x_{3},...,x_{n}\right)=\prod _{i=1}^{N}x_{i}^{\alpha _{i}}}, sendo que na maioria das vezes se assume que {\displaystyle \sum _{i=1}^{N}\alpha _{i}=1}
Para a produção, a função é {\displaystyle Y(L,K)=AL^{\alpha }.K^{\beta }}
Onde:
- Y = produto;
- L = quantidade de trabalho;
- K = quantidade de capital;
- A = fator total de produtividade;
- α e β são constantes determinadas pela tecnologia.

Se α + β = 1, a função de produção tem retornos constantes à escala (se L e K forem aumentados 20%, Y aumenta 20%). Se α + β é menor que 1, os retornos à escala estão diminuindo, e se forem maiores que 1, os retornos à escala estão aumentando. Considerando a competição perfeita, α e β podem ser mostrados como parte da saída de trabalho ou capital.
Cobb e Douglas foram influenciados pela evidência estatística que parecia mostrar que os contributos do trabalho e do capital para a produção eram constantes em organizações ou países desenvolvidos. Eles explicaram isto pelo ajuste estatístico “least-squares regression” de sua função de produção. Há agora a dúvida de se a constância com relação ao tempo de fato existe, para um "piquete" superior ao definido pela experiência amostral do "Pool em foco", se essa fórmula se aplicaria por exemplo, em uma produção internacional de um ou vários navios que não existisse controles que existiram na experiência amostral.
A função Cobb-Douglas pode assim ser estimada como uma relação linear e vetorial usando a expressâo a seguir, de diversas funções de construção naval, de forma matricial planar:
log(O) = a0 +	∑	ailoge(Ii)
	 i	
Em que:
·	O = Saída
·	Ii = Entrada
·	ai = coeficientes modelos
O modelo também pode ser escrito assim desta forma:
{\displaystyle O=I1^{a}1*I2^{a}2}
Uma função Cobb-Douglas comumente usada em modelagem empresarial ou estatal macroeconômica:
O = K^α * L^(1−α)
onde K é o capital e L é trabalho. Quando os coeficientes somam 1, como neste exemplo, a função de produção é homogênea de primeira ordem, que implica que dobrando as quantidades dos factores o produto duplicará também.

## Homogeneidade
A função Cobb Douglas {\displaystyle F\left(x_{1},x_{2},x_{3},...,x_{n}\right)=\prod _{i=1}^{N}x_{i}^{\alpha _{i}}} é homogênea de grau {\displaystyle \sum _{i=1}^{N}\alpha _{i}}.

## Concavidade
- Se {\displaystyle \sum _{i=1}^{N}\alpha _{i}=1}, então a função Cobb Douglas é uma função côncava, e, portanto, também é quasicôncava.
- Se {\displaystyle \sum _{i=1}^{N}\alpha _{i}>1}, então a função Cobb Douglas não é êm côncava nem convexa[1].

### Exemplo
Considere a função de produção Cobb Douglas {\displaystyle f\left(K,L\right)=A\left(K^{a}\right)\left(L^{b}\right)}, com K>0, L>0 e A>0 (por hipótese). A matriz hessiana desta função é 
{\displaystyle H\left(f\right)={\begin{bmatrix}{\frac {\partial ^{2}f}{\partial K^{2}}}&{\frac {\partial ^{2}f}{\partial K\,\partial L}}\\\\{\frac {\partial ^{2}f}{\partial K\,\partial L}}&{\frac {\partial ^{2}f}{\partial L^{2}}}\\\end{bmatrix}}} = {\displaystyle {\begin{bmatrix}{\color {Red}a\left(a-1\right)A\left(K^{a-2}\right)\left(L^{b}\right)}&&{\color {Blue}abA\left(K^{a-1}\right)\left(L^{b-1}\right)}\\{\color {Blue}abA\left(K^{a-1}\right)\left(L^{b-1}\right)}&&{\color {PineGreen}b\left(b-1\right)A\left(K^{a}\right)\left(L^{b-2}\right)}\end{bmatrix}}}
Para que esta matriz seja côncava, é necessário que, para todo K>0 e para todo L>0, 
- {\displaystyle {\color {Red}a\left(a-1\right)A\left(K^{a-2}\right)\left(L^{b}\right)}\leq 0\rightarrow a\left(a-1\right)\leq 0\rightarrow a^{2}\leq a\rightarrow 0\leq a\leq 1}
- {\displaystyle {\color {PineGreen}b\left(b-1\right)A\left(K^{a}\right)\left(L^{2b-2}\right)}\left[1-\left(a+b\right)\right]\leq 0\rightarrow b\left(b-1\right)\leq 0\rightarrow b^{2}\leq b\rightarrow 0\leq b\leq 1}
- {\displaystyle ab\left(A^{2}\right)\left(K^{2a-2}\right)\left(L^{2b-2}\right)\left[1-\left(a+b\right)\right]\geq 0} {\displaystyle \rightarrow ab\left[1-\left(a+b\right)\right]\geq 0}. como ab é necessariamente não negativo, pelas conclusões acima, então precisamos apenas que {\displaystyle \left[1-\left(a+b\right)\right]\geq 0\rightarrow a+b\leq 1}

De maneira semelhante, a mesma função f será estritamente côncava se a>0, b>0 e a+b<1.
Curiosidades:
A função Cobb-Douglas serviu de inspiração para nomeação do CD, que se assemelha à função de Cobb-Douglas.